# Бартольд, Себастьян
Себастьян Бартольд (норв. Sebastian Barthold; род. 27 августа 1991, Осло) — норвежский гандболист, выступает за гандбольный клуб «Ольборг» и сборную Норвегии по гандболу. Участник летних Олимпийских игр 2024 года.

## Карьера

### Клубная
Себастьян Бартольд воспитанник гандбольной школы норвежского клуба «Хаслум». Дебютировал в основной команде в сезоне 2010/11 годов, выиграв чемпионат Норвегии в первом же сезоне. Вместе с «Хаслумом» участвовал в Лиге чемпионов ЕГФ, Кубке ЕГФ и Кубке вызова ЕГФ.
В 2017 году перешёл в первую датскую лигу в «Ольборг». С Ольборгом становился чемпионом Дании в 2019, 2020, 2021 и 2024 годах, а также обладателем Кубка в 2018 году. В Лиге чемпионов КВЧ 2020/21 годов вместе с «Ольборгом» проиграл «Барселоне» в финале.

### Международная карьера в сборной
В составе сборной Норвегии Бартольд дебютировал 3 апреля 2012 года в матче против Исландии.
Свой первый турнир Себастьян провёл на чемпионате Европы 2022 года, где забил 42 гола в восьми матчах и вместе со сборной занял итоговое пятое место.
В августе 2024 года был включён в состав Норвегии на Олимпийский турнир по гандболу. Сборная Норвегии уступила в четвертьфинале сборной Словении 28:33 и игроки сборной завершили участие в турнире.

## Личная жизнь
Бартольд с 2021 года женат на норвежской гандболистке Лайне Бьернсен, вместе воспитывают дочь.